# Stenelao
Stenelao è un personaggio della mitologia greca, menzionato nel libro XVI dell'Iliade di Omero.

## Il mito

### Le origini
Stenelao era un giovane troiano figlio di Itemene (o Itemeneo). Come molti suoi coetanei partecipò alla difesa di Troia quando questa venne assediata dagli Achei, in seguito al rapimento di Elena, moglie del re spartano Menelao, ad opera del principe troiano Paride.

### La morte
L'eroe morì in uno scontro per mano di Patroclo, che scagliò una grossa pietra contro il suo collo, recidendone i tendini. Così Stenelao rimase decapitato, e la sua testa rotolò nella polvere.
 " Colpì Stenelao caro figlio d'Itemene, 

al collo, con una pietra, e gli spezzò i tendini ". 
(Omero, Iliade, libro 16, vv. 586-87, traduzione di Rosa Calzecchi Onesti)